# Prosoplus parapaganus
Prosoplus parapaganus är en skalbaggsart som beskrevs av Stefan von Breuning 1976. Prosoplus parapaganus ingår i släktet Prosoplus och familjen långhorningar. Inga underarter finns listade i Catalogue of Life.